# Atractodes gilvipes
Atractodes gilvipes är en stekelart som beskrevs av Holmgren 1860. Atractodes gilvipes ingår i släktet Atractodes och familjen brokparasitsteklar. Arten är reproducerande i Sverige. Inga underarter finns listade.